# غايتان باوتشر
غايتان باوتشر هو متزلج على مسار قصير كندي، ولد في 10 مايو 1958 في مدينة كيبك في كندا.

## وصلات خارجية
- غايتان باوتشر على موقع SpeedSkatingBase.eu (الإنجليزية)
- غايتان باوتشر على موقع SpeedSkatingNews.info (الإنجليزية)
- غايتان باوتشر على موقع SpeedSkatingStats.com (الإنجليزية)
- غايتان باوتشر على موقع ShortTrackOnLine.info (الإنجليزية)
- غايتان باوتشر على موقع اللجنة الأولمبية الدولية (الإنجليزية)
- غايتان باوتشر على موقع أوليمبيديا (الإنجليزية)
- غايتان باوتشر على موقع اللجنة الأولمبية الكندية (الإنجليزية)
- غايتان باوتشر على موقع اللجنة الأولمبية الصينية (الإنجليزية)
- غايتان باوتشر على موقع قاعة كندا للمشاهير الرياضية (الإنجليزية)
- غايتان باوتشر على موقع قاعة كيبيك للمشاهير الرياضية (الفرنسية)